# Pannipar Kamnueng
Pannipar Kamnueng (thailändisch พัณณิภา คำนึง, * 22. Januar 1976) ist eine ehemalige thailändische Fußballschiedsrichterin.

## Werdegang
Von 2004 bis 2015 stand Kamnueng auf der Liste der FIFA-Schiedsrichter und leitete internationale Fußballspiele.
Kamnueng war beim Algarve-Cup 2007 im Einsatz und pfiff unter anderem das Finale zwischen den USA und Dänemark (2:0).
2007 wurde sie für die Weltmeisterschaft 2007 in China nominiert und leitete dort das Gruppenspiel zwischen Neuseeland und Brasilien (0:5). Zudem wurde sie vier Mal als Vierte Offizielle eingesetzt.
Bei der Asienmeisterschaft 2008 in Vietnam leitete Kamnueng zwei Gruppenspiele sowie das Halbfinale zwischen Nordkorea und Australien (3:0). Auch zwei Jahre später bei der Asienmeisterschaft 2010 in China leitete Kamnueng ein Spiel in der Gruppenphase sowie das Halbfinale zwischen Japan und Australien (0:1)
Bei der U-17-Weltmeisterschaft 2014 in Costa Rica leitete Kamnueng zwei Partien in der Gruppenphase und das Spiel um Platz 3 zwischen Venezuela und Italien (44 n. V., 0:2 i. E.).
Bei der Asienmeisterschaft 2014 in Vietnam leitete Kamnueng zwei Gruppenspiele sowie das Halbfinale zwischen Japan und China (2:1 n. V.).